# 宮島滉
宮島 滉（みやじま ひろし、1927年2月22日 - 2021年4月13日）は、日本の政治家。参議院議員（1期、自由民主党）。次男は元衆議院議員、元長崎県議会議員、第32代佐世保市長の宮島大典。

## 経歴
長崎県佐世保市出身。1953年日本大学法学部卒。農協に入り、農協組合長やテレビ長崎取締役などを務めた。1983年の第13回参議院議員通常選挙で長崎県選挙区から自民党公認で立候補し当選。1988年竹下改造内閣で労働政務次官に就任。翌1989年の宇野内閣でも留任した。同年の第15回参議院議員通常選挙で落選した。1997年春の叙勲で勲三等旭日中綬章受章。1998年に組合長として土地の評価を水増してさせぼ農協に約4億9000万円、不正に融資をさせたとして引責辞任、背任で逮捕され、懲役3年執行猶予5年の判決を受け、2000年に確定。
2021年4月13日15時33分、老衰のため、長崎県佐世保市の病院で死去。94歳没。